# Carl Sigismund Kunth
Carl Sigismund Kunth (18. června 1788 Lipsko, Sasko, Německo – 22. března 1850 Berlín), někdy psán jako Karl Sigismund Kunth, byl německý botanik. Je známý zejména jako jeden z prvních, kdo studovali a kategorizovali rostliny z obou amerických kontinentů. Výsledky své práce publikoval v sedmisvazkovém díle Nova genera et species plantarum quas in peregrinatione ad plagam aequinoctialem orbis novi collegerunt Bonpland et Humboldt (Paříž 1815–1825).

## Životopis
Narodil se v Lipsku a roku 1806 se v Berlíně vyučil obchodním příručím. Poté, co se setkal s Alexanderem von Humboldtem, jehož vychovával jeho strýc Gottlob Johann Christian Kunth a který mu pomohl navštěvovat přednášky na Berlínské univerzitě, se však Kunth začal zajímat o botaniku. V letech 1813 až 1819 pracoval v Paříži jako Humboldtův asistent. V té době klasifikoval rostliny, jež na své americké výpravě nasbírali Humboldt a francouzský cestovatel a botanik Aimé Jacques Alexandre Bonpland (1773–1858). V roce 1813 také vydal svoje první vědecké dílo Flora Berolinensis, rostlinopis berlínské oblasti řazený podle Linného systému.
Od roku 1822 byl členem Německé akademie přírodních věd Leopoldina a od roku 1826 též dopisujícím členem Göttingenské akademie věd. Po svém návratu do Berlína v roce 1829 se Kunth stal profesorem botaniky na Berlínské univerzitě a viceprezidentem Berlínské botanické zahrady. Ve stejném roce byl také zvolen řádným členem Pruské akademie věd.
Roku 1829 odcestoval do Jižní Ameriky, kde během tří let procestoval Chile, Peru, Brazílii, Venezuelu, Střední Ameriku a Západní Indii.
V roce 1850 si Kunth, který trpěl v posledních měsících depresemi, vzal život. Jeho botanická sbírka, kterou získal pruský stát, se později stala základem berlínského královského herbária.
Standardní botanická zkratka Carla Sigismunda Kuntha v autoritních údajích u vědeckých jmen botanických taxonů je Kunth.
Pro označení botanické trojice Alexander von Humboldt, Aimé Jacques Alexandre Bonpland a Carl Sigismund Kunth se v autoritních údajích u vědeckých jmen botanických taxonů standardně používá zkratka H.B.K.

## Dílo
- Nova genera et species plantarum quas in peregrinatione ad plagam aequinoctialem orbis novi collegerunt Bonpland et Humboldt (Paříž 1815–1825, 7 svazků)
- Les mimosees et autres plantes legumineuses du nouveau continent (1819)
- Synopsis plantarum quas in itinere ad plagain aequinoctialem orbis novi collegerunt Humboldt et Bonpland (1822–1823)
- Les graminees de l'Amerique du Sud (1825–1833, 2 svazky)
- Handbuch der Botanik (Berlín 1831)
- Enumeratio Plantarum Omnium Hucusque Cognitarum, Secundum Familias Naturales Disposita, Adjects Characteribus, Differentiis et Synonymis (Stuttgart a Tübingen 1843)
- Lehrbuch der Botanik (1847)
- Les melastomees et autres plantes legumineuses de l'Amerique du Sud (1847–1852)